# Peter Beard

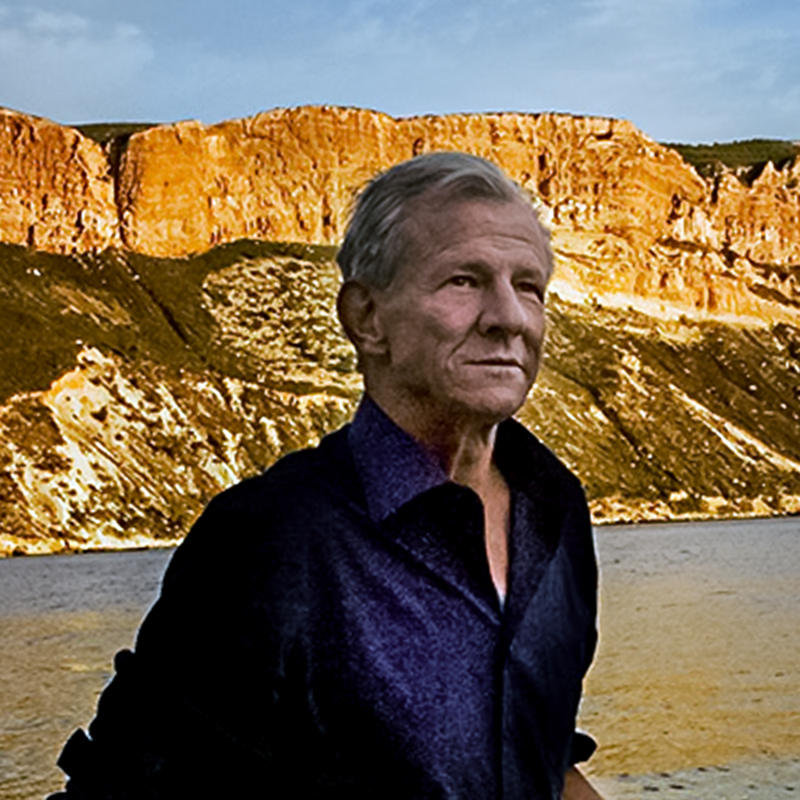
Peter Hill Beard, vor 2008

Peter Hill Beard (* 22. Januar 1938 in New York City; † 31. März oder im April 2020 bei Montauk) war ein US-amerikanischer Fotograf, Künstler und Autor, der besonders durch seine Wildtierfotografien bekannt wurde.

## Leben
Peter Beard studierte von 1957 bis 1961 Kunst bei Josef Albers an der Yale University in New Haven. Er kam aus einer reichen Familie – sein Urgroßvater James Jerome Hill war der Gründer der Great Northern Eisenbahngesellschaft – und konnte sich ein Leben in der Jetset-Gesellschaft leisten; so war er zum Beispiel befreundet mit Truman Capote, der 1972 mit ihm im Auftrag von Jann Wenner die USA-Tournee der Band The Rolling Stones dokumentieren sollte, und häufig mit Bianca Jagger oder Caroline Lee Radziwill, der Schwester von Jacqueline Kennedy Onassis, zu sehen. 
Er wurde bekannt durch seine Afrika-Bildserien und seine Porträt-Fotos, unter anderem machte er Aufnahmen von David Bowie, Mick Jagger, Veruschka Gräfin von Lehndorff, Iman und dem irischen Maler Francis Bacon, für den er selbst wiederum einige Male Modell stand. Als Modefotograf arbeitete er für die Zeitschrift Vogue. 
Beard war mehrmals verheiratet und unternahm zahlreiche abenteuerliche Reisen durch Afrika, unter anderem fotografierte er in den Jahren 1971/1972 systematisch die sterbenden und toten Elefanten. Die mit ihm befreundete dänische Schriftstellerin und Afrika-Kennerin Karen Blixen ermutigte ihn, seine aufrüttelnden Fotoarbeiten über den Kontinent weiterzuverfolgen. In ihrer Nachbarschaft errichtete er 1961 in Kenia seine Hog Ranch und blieb insgesamt 23 Jahre in Afrika. 
Er schrieb seit seiner Jugend Tagebuch; es sind mit Zeichnungen versehene und vollgeklebte Buchcollagen. Auf ähnliche Weise gab er auch seinen Aufnahmen besondere Ausdruckskraft, indem er sie mit Tierblut und Bildern, mit Zeitungsauszügen und Geschichten erweiterte.
Zuletzt lebte Beard in New York City. Er wurde am 19. April 2020 im Camp Hero State Park, einem Naturschutzgebiet bei Montauk, tot aufgefunden, nachdem er drei Wochen vermisst worden war. Über die Todesursache ist nichts bekannt. Er hinterließ seine Ehefrau Nejma und seine Tochter Zara, für die er 2004 das Buch Zara’s Tales verfasst hatte.

## „Die letzte Jagd“
In Afrika fand Peter Beard das zentrale Thema seines Lebens, die Vernichtung der natürlichen Tierwelt durch Mensch und Zivilisation. Sein wichtigstes Werk ist sein vielfach aufgelegter und „mittlerweile zum Klassiker gewordener Bildband“ The End of the Game (in Deutschland und der Schweiz unter dem Titel Die letzte Jagd erschienen), der 2008 in einer überarbeiteten Fassung weltweit bei Taschen mit einem Vorwort des Reiseschriftstellers Paul Theroux herauskam. Das Buch verursachte bei seinem Erscheinen 1965 einen Skandal, denn „die Grausamkeit der Fotografien legte Erschütterndes offen. Elefantenkadaver senken sich wie Narben in den afrikanischen Boden, gigantische Skelettberge bleichen in der Sonne, abgezogene Zebrafelle breiten sich bis zum Horizont aus, obenauf hockt stolz der weiße Jäger“.
Afrikas Geschichte wird hier in sechs Kapiteln dargestellt, unter anderem mit Texten über den Eisenbahnbau in Ostafrika, Beards Elefanten- und Nilpferd-Bestandsstudien, mit Zeichnungen sowie altem Bildmaterial, wobei er mit seinem Buch eine Mission verfolgt: „Er will das menschliche Verhalten in einer vormals funktionierenden, ganzheitlichen Welt offen legen […] Beard zeigt den Kontinent in seiner gewaltigen Dynamik, die, einmal gestört, in die Katastrophe mündet.“ Das letzte Kapitel trägt die Überschrift „Ohne Furcht und Hoffnung stirbt das Tier“ und zeigt ausschließlich Bilder, die vom tragischen Massensterben der Elefanten und der Zerstörung ihres Lebensraums handeln, zum Beispiel Bäume, die von den hungernden Tieren völlig kahl gefressen wurden.

## Zitat
„Ich mag es nicht, Kunst zu produzieren. Ich vermeide es, bewußt Kunst herzustellen. Ich bin zur Kunstakademie gegangen. Ich habe die Kunst inzwischen satt. Mein ganzes Leben war geprägt von der Flucht vor der Kunstakademie. Kunstakademie lehrt einen genau das Gegenteil von Kunst. Ich bin kein Mensch, der darunter leidet. Ich bin nur der Auffassung, man soll Dinge einfach tun und ausprobieren, ohne viele Gedanken vorher darüber zu verschwenden. Ich akzeptiere die großen Künstler wie Andy Warhol, Duchamp, Francis Bacon, Picasso, Rauschenberg. Sie sind alle großartige Künstler, aber es sind sehr sehr wenige.“

## Ausstellungen

### Einzelausstellungen
- 1993: Seibu Museum, Tokio
- 1999: KunstHausWien
- 2000: Galeries Lafayette, Paris
- 2001: The Andy Warhol Museum, Pittsburg, USA
- 2003: Galerie Kamel Mennour, Paris
- 2004/05: Fahey/Klein Gallery, Los Angeles, USA.
- 2006: Galerie Camera Work, Berlin
- 2006/07: Michael Hoppen Gallery, London

### Gruppenausstellungen
- 2002: Vincent van Gogh Foundation, Arles, Frankreich
- 2004: La Triennale di Milano, Mailand
- 2004: The Minneapolis Institute of Art, Minneapolis, USA

## Publikationen
- The End of the Game. The Last Word from Paradise. Taschen, Köln 2008, ISBN 978-3-8365-0531-4.
  - in englischer Sprache: The End of the Game. Taschen, Hong Kong/Köln etc. 2015, ISBN 978-3-8365-5547-0.
- Peter Beard. Art Edition. Taschen America, 2006, ISBN 978-3-8228-2606-5.
- Zara's Tales. From Hog Ranch. Alfred A. Knopf, New York 2004, ISBN 978-0-679-42659-2.
- Peter Beard. Stern. Nr. 26. Spezial. Fotografie. Gruner und Jahr, Hamburg 2002, ISBN 3-570-19317-9.
- Kunstwerke in Stahl. Meisterstücke amerikanischer Graveure und Büchsenmacher. Motorbuch-Verlag, Stuttgart 2000, ISBN 3-613-02077-7.
- Das Gesetz der Prärie. Die Waffen des Wilden Westens. Text von R. L. Wilson, Fotografien von Peter Beard. Motorbuch-Verlag, Stuttgart 1994, ISBN 3-613-01634-6.
- Tod der Wildnis. Nachruf auf ein Paradies. Rogner und Bernhard, München 1978, ISBN 3-8077-0099-4.
- Longing for Darkness. Kamante's Tales from Out of Africa. Harcourt Brace and Jovanovich, New York/London 1975, ISBN 0-15-153080-7.
- Die letzte Jagd. Bucher, Luzern/Frankfurt am Main 1965.